# Stefano Basalini
Stefano Basalini, né le 29 novembre 1977, à Borgomanero, dans la province de Novare, est un rameur italien.

## Palmarès

### Championnats du monde d'aviron
- 1997 à Aiguebelette,  France
  -  Médaille d'or quatre de couple poids légers
- 1998 à Cologne,  Allemagne
  -  Médaille d'or skiff poids légers
- 1999 à Saint Catharines,  Canada
  -  Médaille d'or deux de pointe poids légers
- 2001 à Lucerne,  Suisse
  -  Médaille d'argent skiff poids légers
- 2002 à Séville,  Espagne
  -  Médaille d'argent skiff poids légers
- 2003 à Milan,  Italie
  -  Médaille d'or skiff poids légers
- 2008 à Ottensheim,  Autriche
  -  Médaille d'or quatre de couple poids légers
- 2009 à Poznań,  Pologne
  -  Médaille d'or quatre de couple poids légers

### Championnats d'Europe d'aviron
- 2010 à Montemor-o-Velho,  Portugal
  -  Médaille d'or en quatre de couple poids légers